# Pionus senilis
Il pappagallo corona bianca (Pionus senilis (Spix, 1824)) è un uccello della famiglia degli Psittacidi.

## Descrizione
Pappagallo di taglia attorno ai 24 cm, colorazione generale verde con riflessi bluastri, fronte, corona e gola bianche, anello perioftalmico rosa, iride bruna, becco e zampe grigie. Ha remiganti e timoniere esterne blu. Sulla testa, sul collo e sul petto è presente una soffusione bluastra, mentre sul dorso prevale una sfumatura bruna. Gli immaturi mancano della soffusione bluastra e il bianco è molto ridotto.

## Biologia
Ama vivere ai margini delle foreste primarie e di quelle a galleria, vicino ai fiumi e alle savane alberate, in pianura e pedemontana fino a 1500 metri di altitudine; generalmente in piccoli gruppi che possono crescere fino a oltre 100 individui se la stagione è ricca di cibo. È un uccello tranquillo e silenzioso, che ama vivere al riparo delle frasche e che può essere facilmente individuato solo quando passa in volo sopra la volta della foresta. Non è un pappagallo a rischio di estinzione. Durante il periodo riproduttivo, che inizia attorno ad aprile, le coppie si isolano e la femmina depone normalmente 3 uova che si schiudono dopo 27 giorni di incubazione. I pulli lasciano il nido attorno alle 9 settimane di vita. 
 
Non c’è evidente dimorfismo sessuale.

## Distribuzione e habitat
È comune nel suo areale situato nel versante caraibico dell'America centrale, dal Messico: (Yucatán, Chiapas e Quintana Roo) a Panama; è presente in Belize, Guatemala, Honduras, El Salvador, Nicaragua e Costa Rica. 

## Cattività

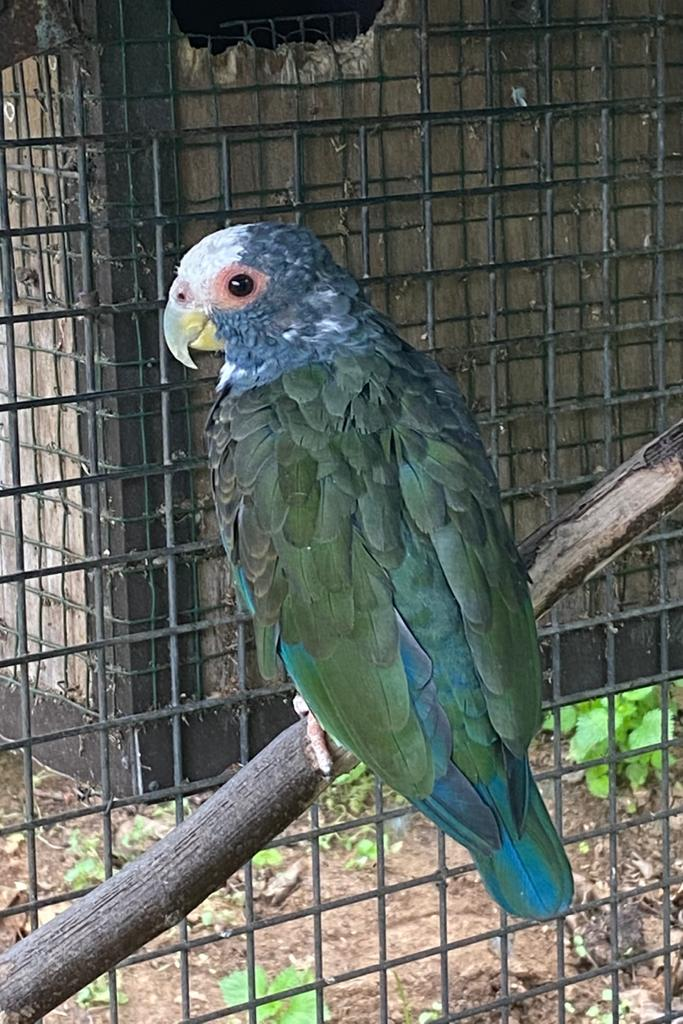
Un esemplare in cattività

Il Pionus senilis è stato il primo uccello conosciuto in cattività; allevato con un certo successo ha una buona diffusione perché è una specie molto tranquilla, socievole e intelligente e si adatta alle nuove situazione con facilità; è un piccolo pappagallo spigliato e curioso, non un grande parlatore ma giocoso e l’allegro.
In poche settimane si adatta ai nuovi ambienti e alle nuove voliere, è attivo e curioso. 
Tende all’obesità, alla carenza di vitamina A e alla Aspergillosi, vive circa 25 anni ma in cattività, se curato con attenzione, può arrivare a 40 anni. 
In cattività la riproduzione è impegnativa perché le femmine in cova non tollerano altre presenze, né umane né di altri uccelli e, se disturbate, tendono a distruggere le uova e ad abbandonare il nido. 

## Alimentazione
In natura si alimenta con semi, germogli, bacche, noci e frutta. In cattività i semi grassi sono tollerati solo in inverno e in piccole quantità perché muovendosi poco i Pionus tendono ad ingrassare; ottimi gli estrusi, verdura fresca e frutta, miscele di semi per amazzoni e legumi cotti e germinati. 

## Malattie
In natura sono comunemente infettati da Aspergillus, e possono soffrire di Xantomi (aree di pelle inspessite di aspetto arancione/giallastro). 
In cattività sono suscettibili alla candidosi. 

Malattie neoplastiche che possono manifestarsi nel Pionus senilis: 
- Emangiosarcoma: tumore maligno al becco, ali, piedi, gambe e cloaca; invasivo e multicentrico[6];
- Carcinoma spinocellulare: pelle e tratto gastrointestinale superiore[6].